# Gare de Saint-Priest-Taurion
Gare de Saint-Priest-Taurion vasútállomás Franciaországban, Saint-Priest-Taurion településen.

## Vasútvonalak
Az állomást az alábbi vasútvonalak érintik:
- Palais-Eygurande-Merlines-vasútvonal

## Kapcsolódó állomások
A vasútállomáshoz az alábbi állomások vannak a legközelebb:
- Gare de Limoges-Bénédictins
- Gare de Brignac